# Западноазиатские игры 2002
2-е Западноазиатские игры прошли с 3 по 12 апреля 2002 года в Эль-Кувейте (Кувейт).

## История
Изначально 2-е Западноазиатские игры должны были состояться в Катаре в 1999 году, но непредвиденные обстоятельства помешали их проведению. Тогда было намечено провести их в 2001 году в Ливане, но и это было отменено, и было решено провести игры в Кувейте с 20 по 30 октября 2001 года. На этот раз проведению Игр помешало иракское вторжение, и 2-е Западноазиатские игры удалось провести лишь в 2002 году.

## Страны-участники
В Играх участвовало 20 стран. На Игры не были приглашены спортсмены Ирака.

## Виды спорта
Все соревнования проходили только среди мужчин по следующим видам спорта:
- Баскетбол
- Гандбол
- Гимнастика
- Каратэ
- Лёгкая атлетика
- Плавание
- Прыжки в воду
- Сквош
- Фехтование
- Футбол

## Итоги Игр
| Место | Страна            | Золото | Серебро | Бронза | Всего |
| ----- | ----------------- | ------ | ------- | ------ | ----- |
| 1     | Кувейт            | 31     | 22      | 19     | 72    |
| 2     | Саудовская Аравия | 11     | 7       | 8      | 26    |
| 3     | Иран              | 9      | 11      | 16     | 36    |
| 4     | Сирия             | 8      | 11      | 19     | 38    |
| 5     | Катар             | 8      | 9       | 7      | 24    |
| 6     | Иордания          | 2      | 1       | 6      | 9     |
| 7     | Ливан             | 1      | 1       | 1      | 3     |
| 8     | ОАЭ               | 0      | 1       | 5      | 6     |
| 9     | Йемен             | 0      | 0       | 3      | 3     |
| 10    | Бахрейн           | 0      | 0       | 2      | 2     |
| 11    | Оман              | 0      | 0       | 1      | 1     |
| Всего | Всего             | 70     | 63      | 87     | 220   |